# Nancy Gates
Nancy Gates (ur. 1 lutego 1926 w Dallas, zm. 24 marca 2019 w Los Angeles) – amerykańska aktorka filmowa i telewizyjna.

## Kariera filmowa
Nancy Gates urodziła się w Dallas, stolicy stanu Teksas. W wieku zaledwie 15 lat podpisała z wytwórnią RKO swój pierwszy kontrakt. Jej debiut aktorski miał miejsce w 1942 roku w filmie The Tuttles of Tahiti (nie wymieniona w czołówce). Występowała głównie w filmach klasy B, najczęściej w westernach i filmach s-f i najczęściej jako amantka. Partnerowała takim gwiazdom ówczesnego kina tej kategorii jak: Eddie Dean, Jim Bannon, Marin Sais, Emmett Lynn. Z bardziej ambitnych produkcji z jej udziałem wymienić warto: Wspaniałość Ambersonów z 1942, Nagle z 1954 czy choćby Długi tydzień w Parkman z 1958 (w tych dwóch ostatnich produkcjach partnerowała Frankowi Sinatrze). W sumie wystąpiła w ponad 30 filmach i 50 serialach TV. Pośród tych ostatnich zobaczyć ją można było w tak kultowych (chociaż i trochę zapomnianych) już dzisiaj serialach jak: Bonanza, Rawhide, The Virginian, Alfred Hitchcock przedstawia i in.
Aktorstwo porzuciła ostatecznie w 1969 roku poświęcając się życiu rodzinnemu.

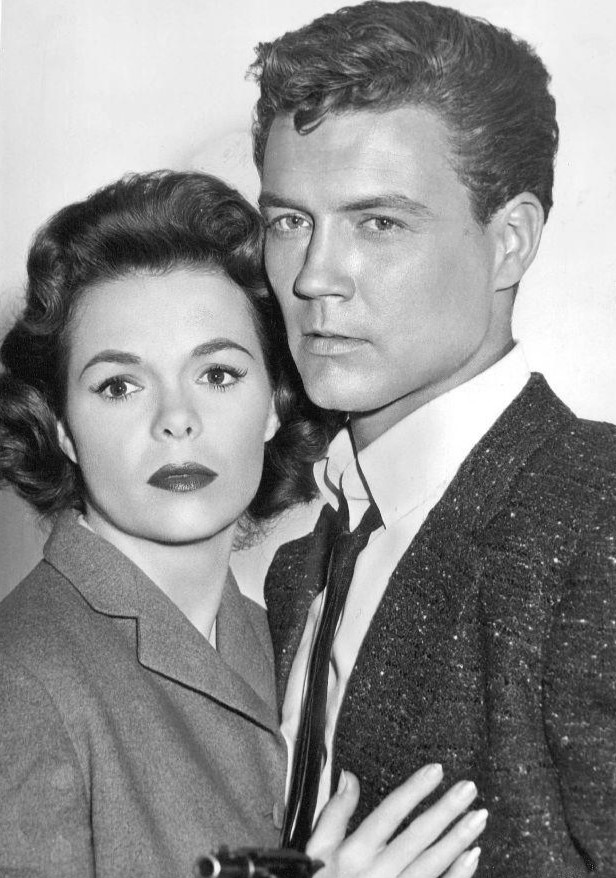
Z Rogerem Smithem w serialu 77 Sunset Strip (1959)

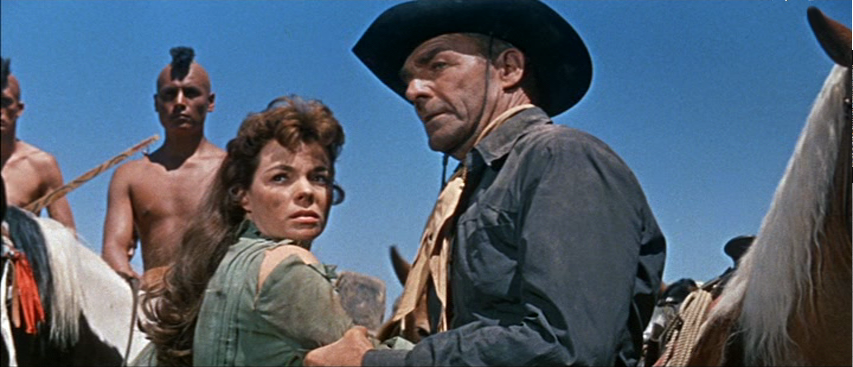
Z Randolphem Scottem w Porwana przez Komanczów (1960)

## Życie prywatne
Przez 46 lat (aż do jego śmierci w 1992 roku) była żoną J. Williama Hayesa, biznesmena z branży filmowej, z którym ma czworo dzieci.

## Filmografia
- 1942 – The Tuttles of Tahiti (debiut)
- 1942 – Wspaniałość Ambersonów
- 1943 – Dzieci Hitlera
- 1943 – To jest mój kraj
- 1952 – Największe widowisko świata
- 1954 – Nagle
- 1955–1956 – Alfred Hitchcock przedstawia (serial TV)
- 1958 – Długi tydzień w Parkman
- 1958–1964 – Wagon Train
- 1959 – 77 Sunset Strip (serial TV)
- 1960 – Laramie (serial TV)
- 1960 – Porwana przez Komanczów
- 1962 – Gunsmoke (serial TV)
- 1964 – Wirgińczyk (serial TV)
- 1965 – Rawhide
- 1966 – Bonanza (serial TV)
- 1965 – Prawo Burke’a (serial TV)